# رضاآباد (خرم‌آباد)
رضاآباد(کفشتر) روستایی از توابع بخش مرکزی شهرستان خرم‌آباد در استان لرستان ایران است، ساکنین این روستا از نوادگان زنده یاد حسین خان ساکی والی مقتدر لرستان و از ایل بزرگ ساکی هستند
وجه تسمیه روستا ، به خاطر اسم رضا خان ساکی اولین شخصی که این روستا را برای سکونت خود برگزیده است، می باشد.این روستا در موقعیتی استراتژیک قرار گرفته و چهار طرف آن به کوهای مختلف از جمله کوه براری، قلاجودراه( مخمل کوه)، حلی مرده و چال محمدشاه منتهی می شود.

## جمعیت
این روستا در دهستان ازنا قرار دارد و براساس سرشماری مرکز آمار ایران در سال ۱۳۸۵، جمعیت آن ۱۰۰ نفر (۲۲خانوار) بوده‌است.از افراد مشهور این روستا میتوان به حاج امان اله ساکی، مشهدی کوچکعلی ساکی، کربلایی ایرج حسینی شریف، مشهدی فرج ساکی،کربلایی حسین صفری و برادران یداله، روح اله و نوراله ساکی اشاره کرد.